# Fanta Keita (judo)
Pour les articles homonymes, voir Fanta Keita et Keita.
Fanta Keita, née le 8 mai 1981 et morte le 30 octobre 2006 à Rabat, est une judokate sénégalaise.

## Biographie
Elle est médaillée de bronze en moins de 70 kg aux Championnats d'Afrique de judo 2001 à Tripoli puis en moins de 63 kg aux Championnats d'Afrique de judo 2004 à Tunis. Championne d'Afrique 2005 à Port Elizabeth en moins de 63 kg et médaillée de bronze aux Jeux de la Francophonie 2005 à Niamey dans cette même catégorie, Fanta Keita obtient ensuite une médaille de bronze aux Championnats d'Afrique de judo 2006 à Maurice en moins de 63 kg.
Elle meurt le 30 octobre 2006 à Rabat des suites d'une intervention chirurgicale, la judokate s'étant fracturé le cou lors d'un entraînement au Centre africain de judo de Salé,.